# Републикански път III-5601
Републикански път IIІ-5601 е третокласен път, част от Републиканската пътна мрежа на България, преминаващ изцяло по територията на Старозагорска област, Община Казанлък. Дължината му е 7,6 km.
Пътят се отклонява наляво при 0,1 km на Републикански път II-56 югозападно от град Шипка и се насочва на юг-югозапад през северозападната част на Казанлъшката котловина. Минава през селата Шейново и Дунавци и в южната част на последното се свързва с Републикански път I-6 при неговия 312,4 km.
| Пътища, отклоняващи се надясно (населено място, № на пътя, посока на пътя) | km  | Пътища, отклоняващи се наляво (посока на пътя, № на пътя, населено място) |
| -------------------------------------------------------------------------- | --- | ------------------------------------------------------------------------- |
| Община Казанлък, II-56, 0,1 km ←                                           | 0,0 | ← 0,1 km, II-56, Община Казанлък                                          |
| с. Шейново                                                                 | 3   | → с. Шейново, общински път (за с. Хаджидимитрово)                         |
| (за 5,1 km на II-56) общински път, с. Шейново ←                            | 3,5 | с. Шейново                                                                |
| (за с. Голямо Дряново) общински път, с. Дунавци ←                          | 7,1 | с. Дунавци                                                                |
| (от ГКПП Гюешево) I-6, 312,4 km, с. Дунавци →                              | 7,6 | → с. Дунавци, 312,4 km, I-6 (до гр. Бургас)                               |